# On Melancholy Hill
On Melancholy Hill è un singolo del gruppo musicale britannico Gorillaz, pubblicato il 21 luglio 2010 come quarto estratto dal terzo album in studio Plastic Beach.

## Descrizione
La canzone è stata originariamente scritta da Damon Albarn durante la produzione dell'album The Good, the Bad & the Queen della band ancora senza nome. Il membro dei Gorillaz Murdoc Niccals ha dichiarato quanto segue in merito a On Melancholy Hill in un'intervista: 
La melodia e il verso "but you can get me" sono ispirati alla canzone dei The Beatles And Your Bird Can Sing.

## Video musicale
Il videoclip è stato distribuito in tutto il mondo il 15 giugno 2010. È stato originariamente reso disponibile esclusivamente su iTunes, ma è stato caricato dalla band sul loro canale ufficiale su YouTube pochi giorni dopo. Un teaser per il filmato è stato distribuito il 9 giugno e le sue foto sono state pubblicate su "writteninmusic.com" in data 11 giugno.
Il video musicale inizia con la veduta panoramica di un enorme transatlantico M. Harriet sotto attacco da due aerei. Un assistente della nave avverte Noodle e le consiglia di dirigersi alle scialuppe di salvataggio. Lei non dice nulla, va verso una valigetta contenente una pistola Tommy e cammina lungo il corridoio oltre il guardiano con in braccio l'arma. La canzone inizia con il fuoco di apertura di Noodle diretto ai due aeroplani in arrivo. Lei riesce a sparare ad uno di questi facendolo schiantare sull'oceano, ma non riesce ad abbattere l'altro. Questo lascia cadere una bomba sulla nave. Mentre affonda, Noodle sopravvive e si arrampica in una scialuppa di salvataggio insieme alla sua chitarra e ad alcuni rifornimenti. Più tardi, un gigantesco Russel Hobbs solleva il gommone dove si trova la ragazza. Il resto del video mostra Murdoc Nicalls, 2-D e Noodle-Cyborg in viaggio attraverso l'oceano con una flotta di sottomarini, avente per equipaggio tutti gli ospiti che hanno contribuito a creare l'album, tra cui Lou Reed, De La Soul, Snoop Dogg, Mick Jones, Paul Simonon e Gruff Rhys. Mentre viaggiano, uno sciame di "Superfast Jellyfish" viene risucchiato sulle ventole del mezzo in cui si trovano De La Soul, Bashy e Kano. I sommergibili salgono in superficie, dove un lamantino è seduto sulla cima di una collina. Murdoc vede l'uomo nero appoggiato sopra la creatura e, sconvolto dalla vista, Noodle-Cyborg lo attacca. Noodle spara al Boogeyman, ma lo manca, colpendo i suoi vestiti. Questi prende il lamantino e si tuffa nell'oceano. Quando la nebbia dietro l'altopiano ai dissolve, si intravede Plastic Beach.

## Tracce
Testi e musiche dei Gorillaz.
CD promozionale (Europa, Stati Uniti)
1. On Melancholy Hill (Radio Edit) – 3:30
2. On Melancholy Hill (Album Version) – 3:55
3. On Melancholy Hill (Instrumental) – 3:55

Download digitale (Europa, Stati Uniti)
1. On Melancholy Hill – 3:52
2. On Melancholy Hill (Japanese Popstars Remix) – 7:35
3. On Melancholy Hill (She Is Danger Remix) – 4:21
4. Stylo (Labrinth SNES Remix) (feat. Mos Def, Bobby Womack & Tinie Tempah) – 4:12
5. On Melancholy Hill (Video) – 4:21 – assente nell'edizione europea
6. On Melancholy Hill Storyboard (Video) – 3:30 – assente nell'edizione europea
7. Welcome to the World of the Plastic Beach (Video) – 3:36 – assente nell'edizione europea